# Île Abu
L’île Abu est un îlot de Nouvelle-Calédonie appartenant administrativement à Païta.

## Géographie
Située à la sortie de la baie de Uitoe, l'île est un des trois îlots à s'aligner au large de l'île Goldfield et fait partie de l'ensemble baptisé les îles hautes.